# 김승수 (작곡가)
김승수(1993년 1월 12일 ~ )은 대한민국의 작곡가 및 CEO이다.

## 개요
前 JYP 퍼블리싱에 9년 가까이 근속했다가 퇴사후, (주) KSS COMPANY를 설립한 대한민국 프로듀서, 작곡가, 작사가, CEO이다.
(주) KSS COMPANY의 수장으로서 프로듀서는 물론 아카데미, 퍼블리싱, 광고대행, 음악프로덕션, 미디어커머스 사업을 운영중에 있다

## 설명
본격적으로 업계에 활동하기 시작한건 2013년이다. 2013년 당시 JYP 오디션 쇼케이스를 접하게 되었고, 그때 박진영을 처음으로 보고 큰 임프레션을 받아서, 단번에 박진영과 일하고 싶다는 일념만으로 오디션에 응모하였다. 처음에는 데모를 보내고 거의 포기하는 심정으로 반신반의 했으나, 2000:1의 경쟁률을 뚫고 결국 합격하여서 JYP 퍼블리싱 일선에서 활동하면서 히트곡을 여럿 투고하였다.
그러다 2022년 (주) KSS COMPANY를 설립하면서 프로듀서는 물론 사업적으로 영향력을 늘리고 있다
현역 프로 일선에서는 여전히 활동중이며, 2022년 7월 30일 방영예정인 KBS2의 뮤직프로듀싱 서바이벌 프로그램인 <리슨 업>에 유명 현업 대중가요 프로듀서/작곡가, 한국 힙합 비트메이커/싱어송라이터들과 함께 경쟁하게 되었다.

## 음반
2015.04 JYP - 어머님이 누구니
2015.04 2PM - SLENDER MAN
2015.08 댄싱게놈 (JYP, 유재석) - I'M SO SEXY (FEAT.제시)
2015.09 JYP,이진아 - 공항 가는 길
2015.09 JYP,정승환 - 잠수교
2015.09 JYP - 너만 있으면 돼 (FEAT. P-TYPE)
2015.09 GOT7 - 손들어
2016.04 JYP ' THE ASIAN SOUL '  - FIRE
2016.07 JYP NATION - ENCORE
2016.10 I.O.I - 너무 너무 너무
2016.11 컬YP - 십만원
2017.01 수지 - YES NO MAYBE
2017.05 TWICE - SIGNAL
2017.09 BOY STORY - HOW OLD R U
2017.10 다이아 - EYE CONTACT
2017.10 다이아 - 굿밤
2017.10 JYP(DUET.헤이즈) - 후회해
2017.10 THE UNIT - SHINE
2018.01 초록픽하나 - 내꺼
2018.04 황치열 - FLOWER
2018.05 FAVORITE - 딱 내꺼
2018.05 FAVORITE - 어느별에서 왔니
2018.05 UNI.T - 별아
2018.05 UNI.T - SHINE(BONUS TRACK)
2018.09 우주소녀 - 아이야
2018.10 이우 - 미리 알았더라면
2018.12 TWICE - BE AS ONE
2018.12 TWICE - BE AS ONE (KOREAN VER.)
2019.01 우주소녀 - 1억개의 별
2019.01 GOD - 그 남자를 떠나
2019.01 밤에 - 이 시간만 되면
2019.02 이준호 - 나만
2019.02 CINNA - MIRROR TO MY SOUL
2019.04 IZ*ONE - VIOLETA
2019.04 AVOKID - COLOR
2019.04 CINNA - LIKE A RAIN(FEAT. 매드클라운,김승민)
2019.05 하동연 - 연애 끝
2019.05 BAM-E - 시간이 사랑을 대신할 수는 없잖아 (VOCAL 전상근)
2019.12 JYP - FEVER (FEAT. 슈퍼비,BIBI)
2019.12 BAM-E - 말해주지 그랬어 (VOCAL 나비)
2020.02 IZ*ONE - FIESTA
2020.02 엘리스 - THIS IS ME
2020.03 JO1 - 무한대 (INFINITY)
2020.03 반광옥 - 잘 지내는 너에게
2020.05 SEORI - I WANNA CRY
2020.05 SEORI - WHO ESCAPED?
2020.05 SEORI - RUNNING THROUGH THE NIGHT
2020.05 SEORI - HAIRDRYER
2020.05 SEORI - REALLY HIGH
2020.05 SEORI - FAIRY TALE
2020.06 하성운 - TWINKLE TWINKLE
2020.09 UP10TION - LIGHT
2020.09 WEEEKLY - 붐치키
2020.10 JYP - 촌스러운 사랑노래 (BY요요미)
2020.10 에일리 - 어느날 우연히
2020.10 에일리 - 우리 사랑한 동안
2020.12 NILO - 이 감정의 이름은
2020.12 SEORI - TRIGGER
2021.01 반하나 - 한 여자가
2021.01 BAM-E - 어른이 되고 하는 말(VOCAL NILO)
2021.03 BAM-E - 시작되듯(VOCAL 태익)
2021.04 NILO - 들려줄게
2021.06 반하나 - 새로운 사랑에게
2021.06 SEORI - IF
2021.08 BAM-E - 그만큼 사랑해
2021.08 SEORI - DIVE WITH YOU(FEAT.EAJ)
2021.09 반하나 - 설레이지 않아도
2021.11 BAM-E - 네 사랑
2022.01 2AM - 1초 1분 1시간
2022.01 희형제 - 헤어지고 배웠어
2022.02 솔지 - 이렇게 헤어지고 있어
2022.03 WEi - TOO BAD
2022.03 NINE.I - INTRO
2022.03 NINE.I - WASTED YOUTH
2022.03 NINE.I - PARALLEL UNIVERSE
2022.03 NINE.I - BEAUTY INSIDE
2022.03 NINE.I - DAZE DAYS
2022.04 반광옥 - 위로해 줄게요
2022.05 황치열 - EYES ON ME
2022.08 신용재 - 그 여름
2022.08 위키미키 - STUPID L♡VE
2022.09 사야 - Movie
2022.09 라붐 - 10 Minutes
2022.09 드리핀 - Looking For A Love
2022.09 LIMELIGHT - Star Light
2022.09 LIMELIGHT - Eye To Eye
2022.10 ATBO - ATTITUDE
2022.10 노을 - 우리가 남이 된다면
2022.11. NINE.i I_live_as____
2022.11. NINE.i Young Boy
2022.11. NINE.i Paradise
2022.11. NINE.i Love
2022.11. NINE.i oner(외톨이)
2022.11. NINE.i I AM
2023.02 라임라잇 - HONESTLY
2023.02 라임라잇 - BLANC NOIR
2023.02 라임라잇 - CRYSTAL
2023.03 우디 - Nostalgia
2023.05 ATBO - BOUNCE
2023.06 추화정 - 사랑하지 않을 거야
2023.07 후이 - Whale
2023.08 로시 - Rain Drive
2023.08 카사스 마리엔에이 - FEVER
2023.08 라임라잇 - MADELEINE
2023.08 iKON - PANORAMA

## 방송
2015.08 MBC 무한도전 (영동고속도로 가요제)
- MBC 무한도전 출품곡
- 댄싱게놈(유재석, JYP) - I'M SO SEXY

2017.10 KBS THE UNI+
- KBS THE UNI+ 출품곡
- THE UNI+ - SHINE
- UNI.T - 별아

2022.07 KBS LISTEN UP
- KBS2 리슨업 출품곡
- 신용재 - 그 여름[1]
- 위키미키 - STUPID L♡VE (6:00 pm)[2]
- 사야 - Movie
- 라붐 - 10 Minutes
- 드리핀 - Looking For A Love

2023.07 TV조선 쇼퀸
- TV조선 쇼퀸 출품곡
- 카사스 마리엔에이 - FEVER

## 수상
- 2022년 KBS 연예대상 베스트 커플상 (with 라이언 전)

## 여담
- 어렸을때부터 R&B에 관심이 많아서 가수가 되기 위해 예고를 입학하고 동아방송예술대학 실용음악과를 다니다 중퇴 하였으며, 보컬을 그만두고 본격적으로 프로듀서의 길에 뛰어들었다
- 2013년 21살 나이에 JYP퍼블리싱 작곡가 공채 오디션에 지원하여 우승을 하고 JYP에 입사하게 되었으며 8년동안 JYP에 근무하며 쌓은 노하우를 통해 2022년 자사 (주)KSS COMPANY를 설립하여 음악 관련 여러 사업을 진행중이다 2020년 IZ*ONE - FIESTA를 발매하며 2020년 기준 역대 걸그룹 음반 초동 1위, 이후 역대 걸그룹 음반 출하량 1위를 기록하였다 JYP Pub. 퇴사 이후에도 국내외에서 프로듀서로 현역 일선에서 왕성하게 활동 중이다

- 프로답게 DAW에 대한 지식을 많이 보유하고 있다. 여러 종류의 DAW를 접하였고, 각 주요 DAW간의 장단점을 비교 하기도 했으나 역시 주력 DAW는 Cubase로 여겨진다.

출처:KSS COMPANY
1. ↑  어떻게 보면 선배 신용재와 인연이 다시 이어진 셈이다. 발라드 넘버인데, 신용재가 발라드 가수이기도 하지만 퇴사후 각종 인터뷰나 유튜브 발언에서 '발라드를 작곡해보고 싶었다'며 발라드를 작곡할것이라는 떡밥을 던지긴 했다.
2. ↑  위 곡과는 달리 적절한 미드템포의 펑키한 댄스넘버.